# Vocado
Vocado ist ein schwedisches A-cappella-Ensemble, das 2004 in der Sjöviks-Volkshochschule in der Nähe von Avesta gegründet wurde. Ihr Repertoire besteht aus einer Mischung aus Folk- und Popsongs sowie neu arrangierten Jazzstandards.
Die Gruppe hat zahlreiche internationale Wettbewerbe gewonnen (Auszug):
- Chor des Jahres 2011 der schwedischen Chor-Gesellschaft
- Gewinner der Jazz- und Popkategorie bei in Graz, Österreich (2010).[1]
- Gewinner des Internationalen A CAPPELLA Wettbewerbs in Leipzig (2008).

## Diskografie
- Naturell (2009)

Traditionelles, Populäres und Eigenes in nordischem Gewand
- Northern Lights (2011)

Debütalbum, ausschließlich a cappella.
Beide Alben entstanden noch in der ursprünglichen Besetzung mit Emma Alm als Altstimme. Seit 2012 singt Elina Hultman an ihrer Stelle.